# Axioma Ethica Odini
Axioma Ethica Odini es el undécimo álbum de estudio de la banda noruega de black metal progresivo Enslaved. Fue publicado el 27 de septiembre de 2010 por Indie Recordings en Europa y un día después en Norteamérica por Nuclear Blast. Con el lanzamiento de este disco la formación actual de Enslaved (Kjellson, Bjørnson, Isdal, Bekkevold y Larsen) es la que más álbumes ha grabado en la historia de la banda. La grabación del disco fue realizada en tres estudios distintos en la ciudad de Bergen; los estudios Duper, Earshot (propiedad de Arve Isdal y Herbrand Larsen) y Personal Sound (propiedad de Ivar Bjørnson).
Al igual que los anteriores tres álbumes de la banda, Axioma Ethica Odini ganó el premio Spellemann en la categoría de mejor álbum de metal.

## Premios y nominaciones
| Premio/Publicación | País    | Categoría                  | Año  | Resultado |
| ------------------ | ------- | -------------------------- | ---- | --------- |
| Spellemannprisen   | Noruega | Mejor álbum de metal       | 2011 | Ganador   |
| Metal Storm Awards | Estonia | Mejor álbum de black metal | 2011 | Ganador   |

## Lista de canciones
1. "Ethica Odini" - 7:59
2. "Raidho" - 6:01
3. "Waruun" - 6:42
4. "The Beacon" - 5:38
5. "Axioma" - 2:20
6. "Giants" - 6:37
7. "Singular" - 7:43
8. "Night Sight" - 7:36
9. "Lightening" - 7:51

Bonus LP 7":
1. "Jotunblod (Doom)"
2. "Migration"

## Posición en las listas
| Año  | Álbum               | Lista           | Posición |
| ---- | ------------------- | --------------- | -------- |
| 2010 | Axioma Ethica Odini | VG-lista        | N.º 11   |
| 2010 | Axioma Ethica Odini | Top Heatseekers | N.º 16   |

## Créditos
- Grutle Kjellson - bajo, voz principal
- Ivar Bjornson - guitarra
- Arve Isdal - guitarra
- Herbrand Larsen - teclado, sintetizador, voz
- Cato Bekkevold - batería, percusión

## Producción
- Producido por Ivar Bjornson, Grutle Kjellson y Herbrand Larsen.
- Mezclado por Jens Bogren en los estudios Fascination Street en Örebro, Suecia.
- Masterizado por Chris Sansom en los estudios Propeller Music Division en Oslo, Noruega.